# Inna Gaponenko
Inna Gaponenko ou Inna Gaponenko-Yanovska (en ukrainien Інна Григорівна Яновська, née le 22 juin 1976) est une joueuse d'échecs ukrainienne. Maître international depuis 2002, elle a remporté le championnat d'Ukraine féminin en 2008. 
Au 1er octobre 2016, elle est la cinquième joueuse ukrainienne et la 51e joueuse mondiale avec un classement Elo de 2 421.

## Championnats du monde féminins
Inna Gaponenko fut championne du monde des moins de seize ans et des moins de dix-huit ans. Elle participa au championnat du monde d'échecs féminin en 2001 (éliminée au deuxième tour par Alisa Maric), en 2008 (battue au troisième tour par Antoaneta Stefanova) et en 2015 (battue par Antoaneta Stefanova au deuxième tour).

## Compétitions par équipe
Avec l'équipe d'Ukraine, elle a remporté l'olympiade d'échecs de 2006 et le championnat du monde d'échecs par équipe 2013.